# Communauté de communes de la Save Lisloise
La communauté de communes de la Save Lisloise est une ancienne communauté de communes française, située dans le département du Gers et la région Midi-Pyrénées.

## Historique
Le 1er janvier 2010 elle fusionne avec Coteaux de Gascogne pour devenir communauté de communes de la Gascogne Toulousaine.

## Composition
Elle est composée des communes suivantes :
1. Auradé
2. Beaupuy
3. Clermont-Savès
4. Endoufielle
5. Fregouville
6. L'Isle-Jourdain
7. Marestaing
8. Monferran-Savès
9. Razengues

## Sources
- Le SPLAF (Site sur la Population et les Limites Administratives de la France)
- La base ASPIC